# Stefan Kamasa
Stefan Kamasa (ur. 18 lipca 1930 w Bielsku Podlaskim) – jeden z najwybitniejszych polskich altowiolistów, kameralista i pedagog.
W latach 1948-53 studiował w Państwowej Wyższej Szkole Muzycznej w Poznaniu w klasie prof. Jana Rakowskiego, następnie w latach 1953-56 w Warszawie u prof. Tadeusza Wrońskiego oraz w latach 1957-58 u prof. Pierre’a Pasquiera w Paryżu.
Współpracował z wybitnymi dyrygentami takimi jak Moshe Atzmon, Sir Charles Groves, Eliahu Inbal, Hiroyuki Iwaki, Jan Krenz, Jerzy Maksymiuk, Manuel Rosenthal, Witold Rowicki, Stanisław Skrowaczewski, Antoni Wit. Występował na wielu festiwalach, m.in. w Alicante, Bergen, Berlinie, Luzernie, Monachium, Moskwie, Pradze, Salzburgu, Warszawie, Waszyngtonie, Wersalu, Zurychu. Występował w najsłynniejszych salach koncertowych świata, grając m.in. z takimi orkiestrami jak Dresden Philharmonic, Mozarteum w Salzburgu, Orchestre National de France, londyńska Royal Philharmonic Orchestra, berlińska Staatskapelle. Dokonał licznych nagrań płytowych, wielokrotnie nagradzanych (m.in. nagroda Diapason d'Or za Concerto lugubre Bairda, 1989).
Ważne miejsce w jego działalności zajmuje kameralistyka – był członkiem Kwartetu PR i TV, zwanego Kwartetem Mistrzów (wraz z Konstantym Andrzejem Kulką, Romanem Jabłońskim i Jerzym Marchwińskim) i razem z Konstantym Andrzejem Kulką, Krzysztofem Bąkowskim, Rafałem Kwiatkowskim i Pawłem Kamasą tworzy Kwintet Warszawski.
Jest profesorem zwyczajnym (emerytowanym) Uniwersytetu Muzycznego Fryderyka Chopina w Warszawie, gościnnym profesorem w Konserwatorium im. W. Lutosławskiego w Krakowie oraz w ZPSM nr 1 w Warszawie. Wykładał ponadto na wielu kursach muzycznych m.in. w Bordeaux, Düsseldorfie, Karlsruhe, Łańcucie, Louisiana University w USA, St. Petersburgu, Sztokholmie, Tuluzie, Tarbes, Żaganiu.
Rozległy repertuar Stefana Kamasy obejmuje większość zasługujących na uwagę dzieł na altówkę, a jego gra była inspiracją do napisania koncertów altówkowych Grażyny Bacewicz, Tadeusza Bairda, Romana Palestera, Krzysztofa Pendereckiego.
W 1975 otrzymał nagrodę Ministra Kultury i Sztuki I stopnia, zaś w 1977 – nagrodę Związku Kompozytorów Polskich.

## Odznaczenia
- Krzyż Oficerski Orderu Odrodzenia Polski (12 lutego 2010)[1][2],
- Krzyż Kawalerski Orderu Odrodzenia Polski (1982)[3],
- Złoty Krzyż Zasługi (1978)[3],
- Złoty Medal „Zasłużony Kulturze Gloria Artis” (25 września 2007)[4].